# Anne Sophie Callesen
Anne Sophie Callesen (25 de dezembro de 1988, em Aarhus) é uma política dinamarquesa, membro do Folketing pelo partido dos liberais. Ela foi eleita para o Folketing nas eleições legislativas dinamarquesas de 2019.

## Carreira política
Callesen foi eleita para o Folketing na eleição de 2019, recebendo 1.926 votos pelos liberais.